# Drimys coriacea
Drimys coriacea är en tvåhjärtbladig växtart som beskrevs av August Adriaan Pulle. Drimys coriacea ingår i släktet Drimys och familjen Winteraceae. Inga underarter finns listade.